# 德里斯特訥山
47°06′45″N 11°50′22″E / 47.112362°N 11.839311°E
德里斯特訥山（德語：Dristner），是奧地利的山峰，位於該國西部，由蒂羅爾州負責管轄，屬於齊勒塔爾阿爾卑斯山脈的一部分，海拔高度2,767米，每年平均降雨量1,806毫米。